# آورو وولکان ایکس‌اچ ۵۵۸

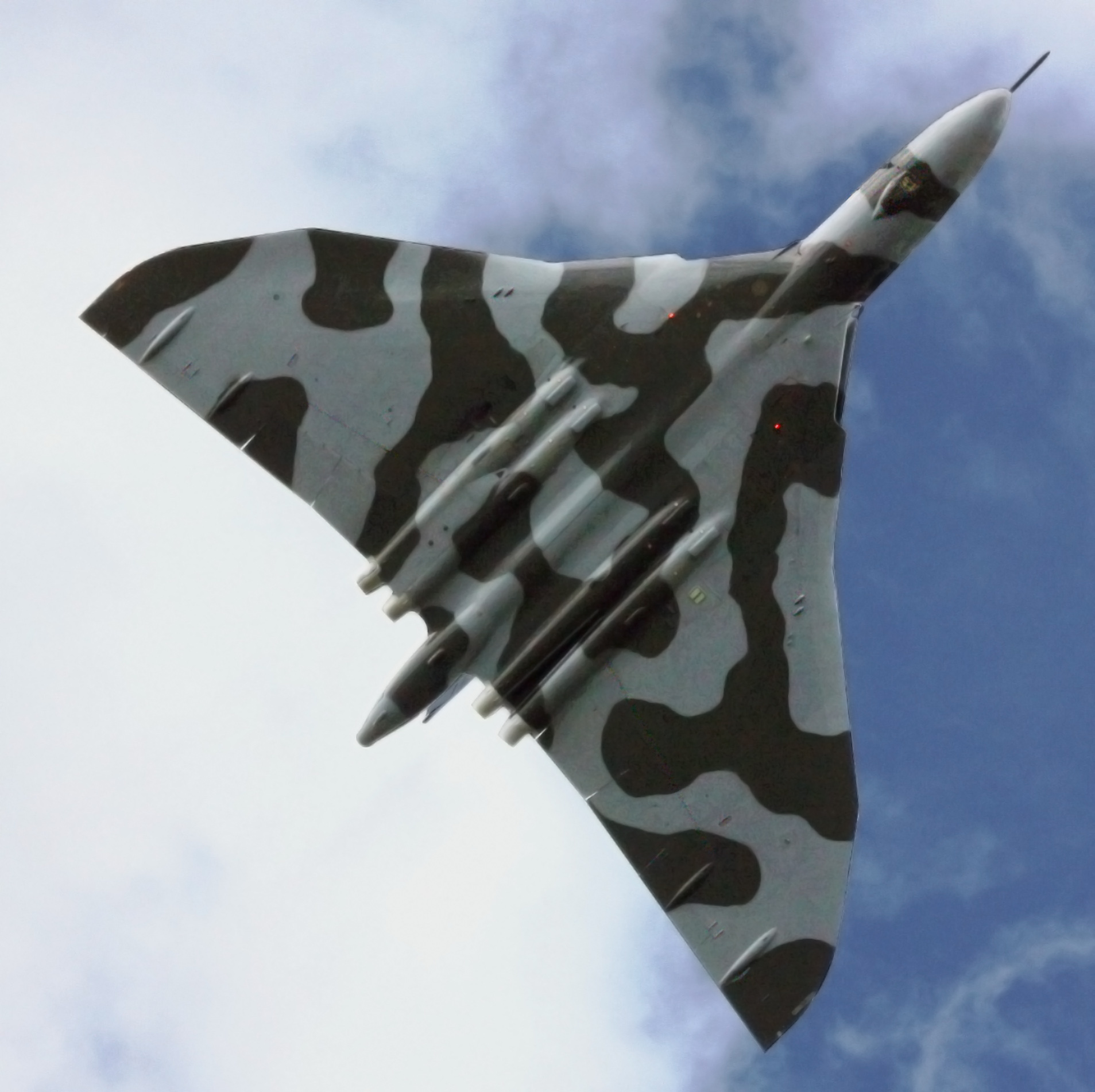
هواپیمای «آورو وولکان ایکس‌اچ ۵۵۸» - ۲۰۰۹

آورو وولکان ایکس‌اچ ۵۵۸ (به انگلیسی: Avro Vulcan XH558) یک هواپیمای ساخت کارخانهٔ آورو در کشور بریتانیا است. این هواپیما در ۲۵ مه ۱۹۶۰ میلادی نخستین پرواز خود را انجام داد.